# Goniocloeus
Goniocloeus är ett släkte av skalbaggar. Goniocloeus ingår i familjen plattnosbaggar.

## Dottertaxa tillGoniocloeus, i alfabetisk ordning[1]
- Goniocloeus acerbus
- Goniocloeus apicalis
- Goniocloeus armatus
- Goniocloeus baccatus
- Goniocloeus capucinus
- Goniocloeus carbonarius
- Goniocloeus curvatus
- Goniocloeus fractus
- Goniocloeus funereus
- Goniocloeus hirsutus
- Goniocloeus icas
- Goniocloeus insignis
- Goniocloeus inversus
- Goniocloeus laticeps
- Goniocloeus linifer
- Goniocloeus marilis
- Goniocloeus melas
- Goniocloeus mexicanus
- Goniocloeus minor
- Goniocloeus morulus
- Goniocloeus nanus
- Goniocloeus niger
- Goniocloeus orbitalis
- Goniocloeus ornaticeps
- Goniocloeus parvulus
- Goniocloeus planipennis
- Goniocloeus politus
- Goniocloeus pumilus
- Goniocloeus pusillus
- Goniocloeus quadrinotatus
- Goniocloeus reflexus
- Goniocloeus silvanus
- Goniocloeus spiculosus
- Goniocloeus tarsalis
- Goniocloeus tholerus
- Goniocloeus triruptus
- Goniocloeus tuberculatus
- Goniocloeus umbrinus